# اینتامین

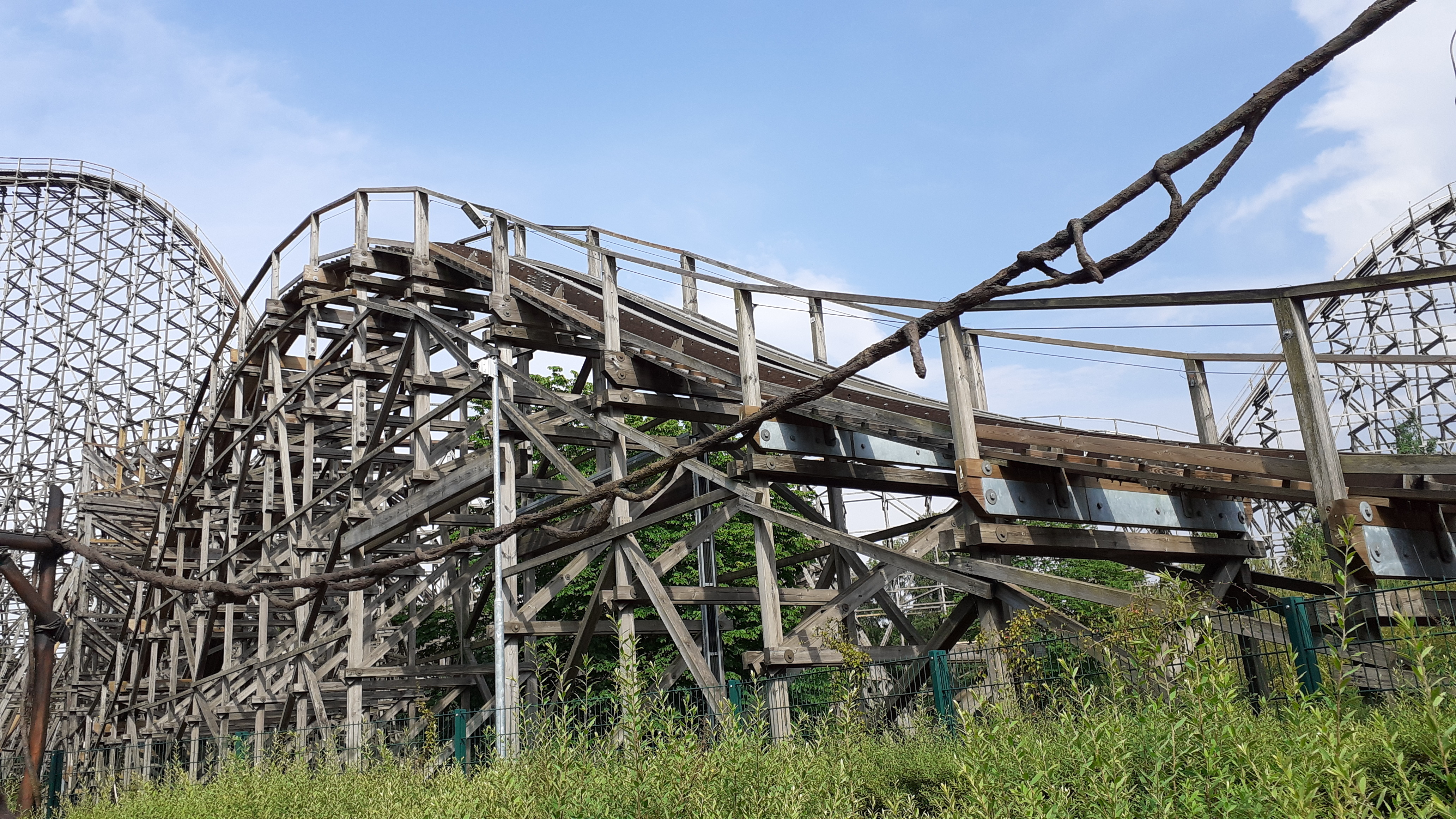
عکسی از شرکت تولیدی صنعتی اینتامین

اینتامین (انگلیسی: Intamin) شرکت تولید صنعتی سوئیسی است، که در سال ۱۹۶۷ توسط رابرت اسپیلدینر تأسیس شد.